# Epimedium hunanense
Epimedium hunanense är en berberisväxtart som först beskrevs av Hand.-mazz., och fick sitt nu gällande namn av Hand.-mazz.. Epimedium hunanense ingår i släktet sockblommor, och familjen berberisväxter. Inga underarter finns listade i Catalogue of Life.